# Maria Goeppert-Mayer
Maria Goeppert-Mayer lub Maria Göppert-Mayer (ur. 28 czerwca 1906 w Katowicach, zm. 20 lutego 1972 w San Diego, Kalifornia) – amerykańska fizyk pochodzenia niemieckiego, laureatka Nagrody Nobla w dziedzinie fizyki (1963) za „odkrycia dotyczące struktury powłokowej jądra atomowego” (wspólnie z E. Wignerem i J.H.D. Jensenem). Jedna z pięciu kobiet, które otrzymały Nagrodę Nobla z fizyki (obok Marii Skłodowskiej-Curie, Donny Strickland, Andrei Ghez i Anne L’Huillier).

## Życiorys

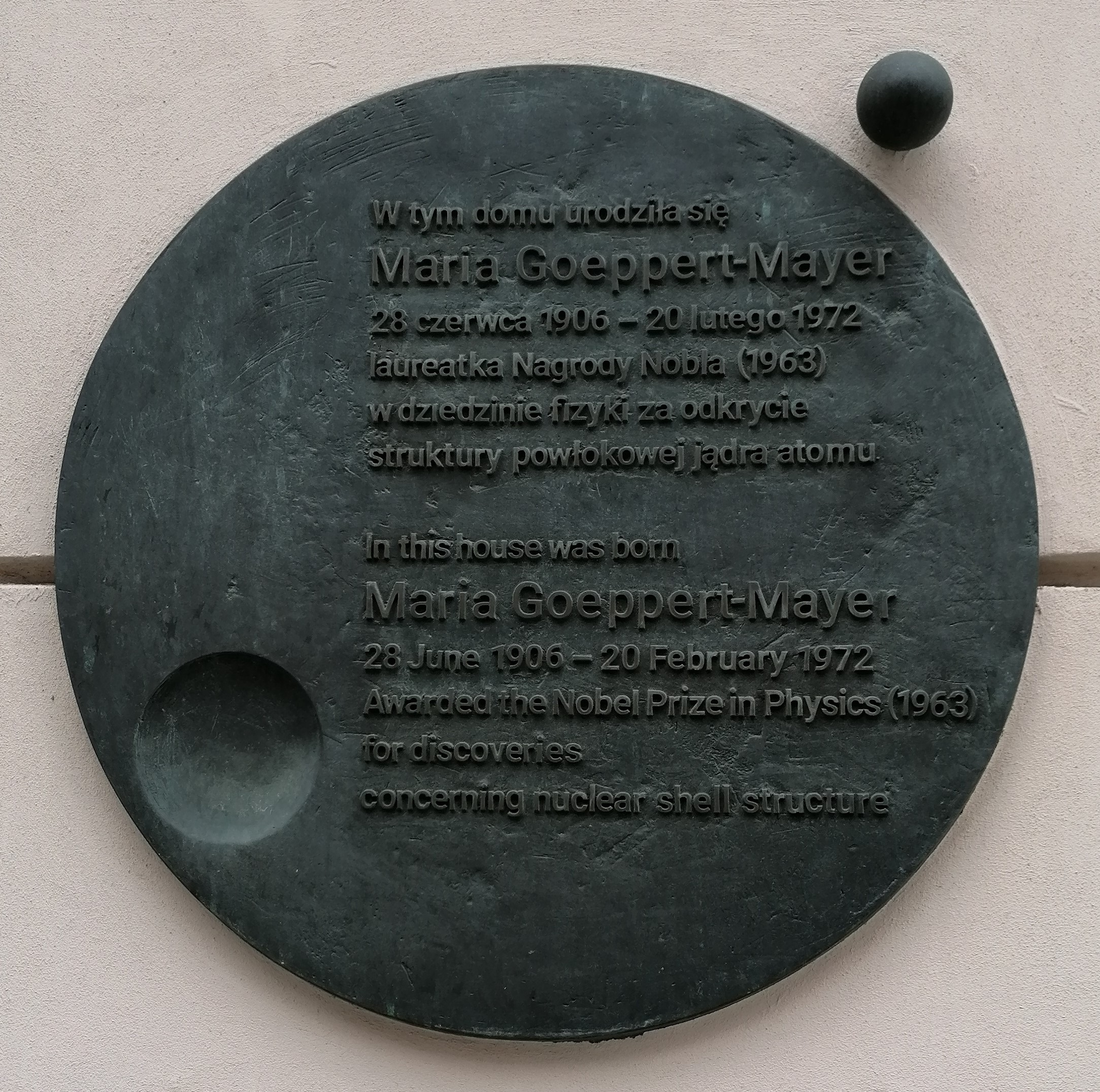
Tablica pamiątkowa na fasadzie budynku przy ul. Młyńskiej 5 w Katowicach

Pochodziła z zasłużonej dla Śląska rodziny uczonych. Ojciec, lekarz i profesor pediatrii Friedrich Göppert, przyczynił się do zwalczenia epidemii zapalenia opon mózgowych w Katowicach w 1905 i odkrył nowatorską metodę walki z tą chorobą, jej dziadkiem był profesor prawa Heinrich Robert Göppert (1838–1882) ożeniony z Gertrudą z domu Landsberg, pochodzącą z zasymilowanej wrocławskiej rodziny żydowskiej, a pradziadkiem profesor botaniki Johann Heinrich Robert Göppert (1800–1884), twórca Muzeum Botanicznego we Wrocławiu, natomiast prapradziadkiem profesor farmacji. Ze strony rodziny ojca Maria stała się siódmą generacją profesorów uniwersyteckich. Jej rodzice, Friedrich Göppert i Maria Wolff, pobrali się 19 września 1901.
Maria Goeppert-Mayer urodziła się w Katowicach, w domu przy Mühlstraße (obecnie ul. Młyńska 5). Została ochrzczona w czynnym po dziś dzień ewangelickim kościele Zmartwychwstania Pańskiego, w tym samym, w którym jej rodzice wzięli ślub.
W 1910 przeniosła się z rodzicami do Getyngi, gdzie jej ojciec otrzymał odpowiednik dzisiejszej habilitacji oraz stanowisko profesora na Uniwersytecie w Getyndze. Dla jej rodziców było jasne, iż będzie po maturze (1924) studiować na tym renomowanym uniwersytecie, co w owym czasie nie było dla kobiet czymś codziennym. Najpierw chciała zostać matematyczką, jednak po trzech latach zmieniła kierunek na fizykę.
W 1930 zdobyła doktorat z fizyki kwantowej. Jakie znaczenie miało wtedy centrum uniwersyteckie w Getyndze świadczy fakt, że przy jej rigorosum byli obecni dwaj laureaci Nagrody Nobla: James Franck i Adolf Otto Reinhold Windaus, a także jej promotor Max Born, nagrodzony Noblem w 1954. W jej otoczeniu uczyli się lub uczyli również między innymi: Enrico Fermi, Werner Heisenberg, Paul Dirac i Wolfgang Pauli.
Po wyjściu za mąż za Josepha Edwarda Mayera (1904–1983), amerykańskiego studenta i asystenta Francka, który następnie został prezydentem Amerykańskiego Towarzystwa Fizycznego, wyjechała w 1930 do Stanów Zjednoczonych, gdzie urodziła dwoje dzieci – Marię Ann i Petera Conrada. Maria została żoną astronoma Donata Wentzla, a Peter profesorem ekonomii.
W latach 1931–1939 wykładała bezpłatnie (w czasach światowego kryzysu gospodarczego nie było środków na jej pensje) na Johns Hopkins University, gdzie zaprzyjaźniła się z Edwardem Tellerem, a potem (1939–1946) na Columbia University. W latach 30. współpracowała ściśle z Karlem Herzfeldem. W lecie wracała do Getyngi, gdzie współpracowała z Maxem Bornem. W czasie II wojny światowej brała udział w pracy nad bombą atomową w ramach Projektu Manhattan. Od 1946 była profesorem w Institute of Nuclear Studies przy University of Chicago, gdzie pracowała z Enrico Fermim, Edward Tellerem i Haroldem Ureyem. Pracę, która przyniosła jej później Nagrodę Nobla, wykonała, gdy pracowała na część etatu w Argonne National Laboratory w okresie pobytu w Chicago. Od 1960 była profesorem Uniwersytetu Kalifornijskiego w La Jolla, San Diego.
Chociaż opuściła Śląsk w trzecim roku życia i nigdy już tam nie powróciła, zajmowała się m.in. pomocą dla śląskich uchodźców w Stanach Zjednoczonych po II wojnie światowej oraz wspierała organizację Górnoślązaków w Pensylwanii – World Association of Upper Silesians. W 1967 przebywała w Warszawie w związku z obchodami 100-lecia urodzin Marii Skłodowskiej-Curie. Zapytana wtedy przez sekretarza naukowego PAN prof. Henryka Jabłońskiego, czy ma jakieś szczególne życzenia, odparła, że chciałaby jeszcze zobaczyć Katowice. Rodzinnego miasta nie miała już jednak więcej zobaczyć.
Zmarła na zawał serca i została pochowana na cmentarzu El Camino Memorial Park w San Diego.

## Osiągnięcia naukowe i spuścizna

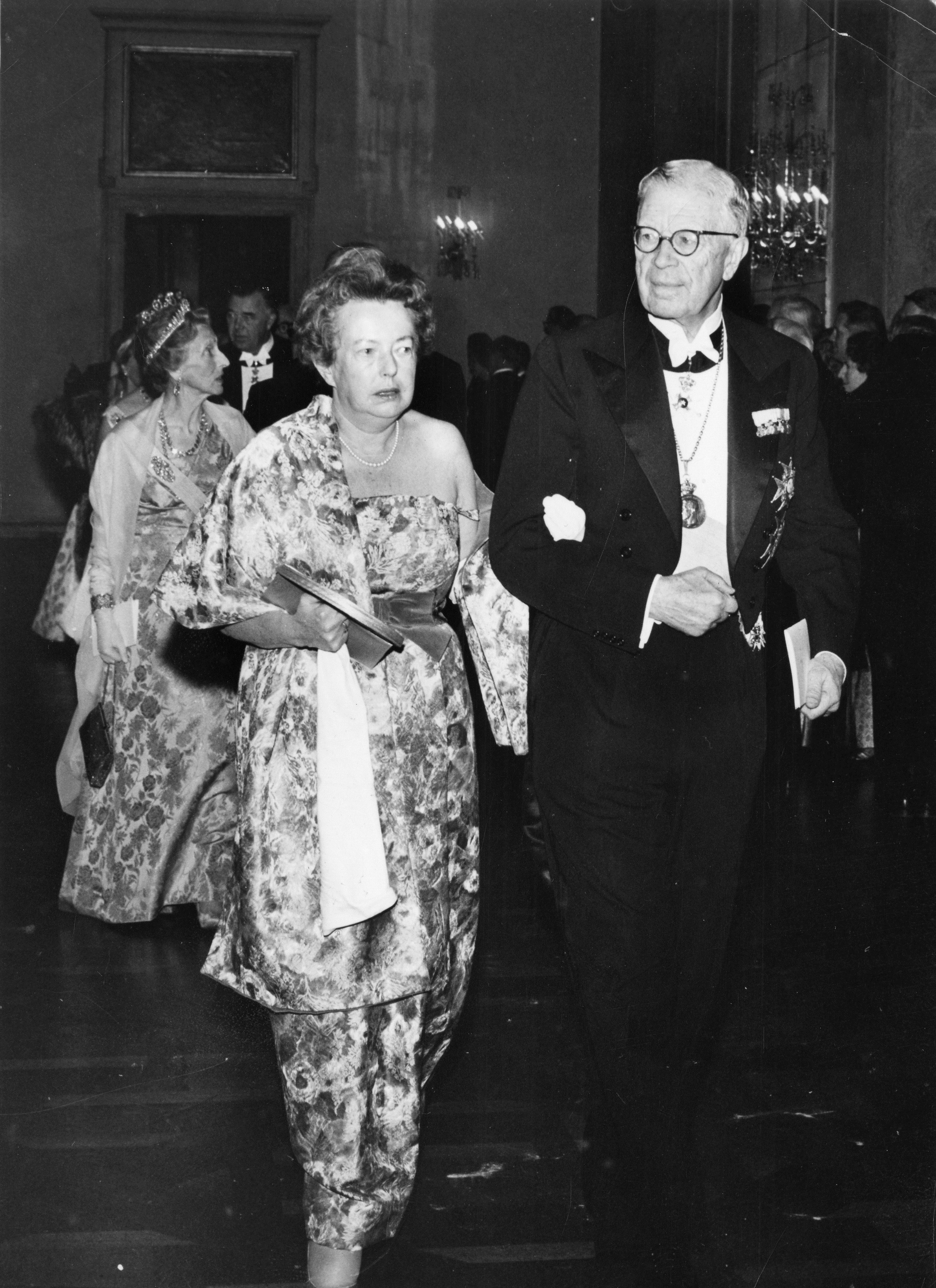
Maria Goeppert-Mayer w czasie ceremonii wręczenia Nagrody Nobla (z królem Gustawem Adolfem)

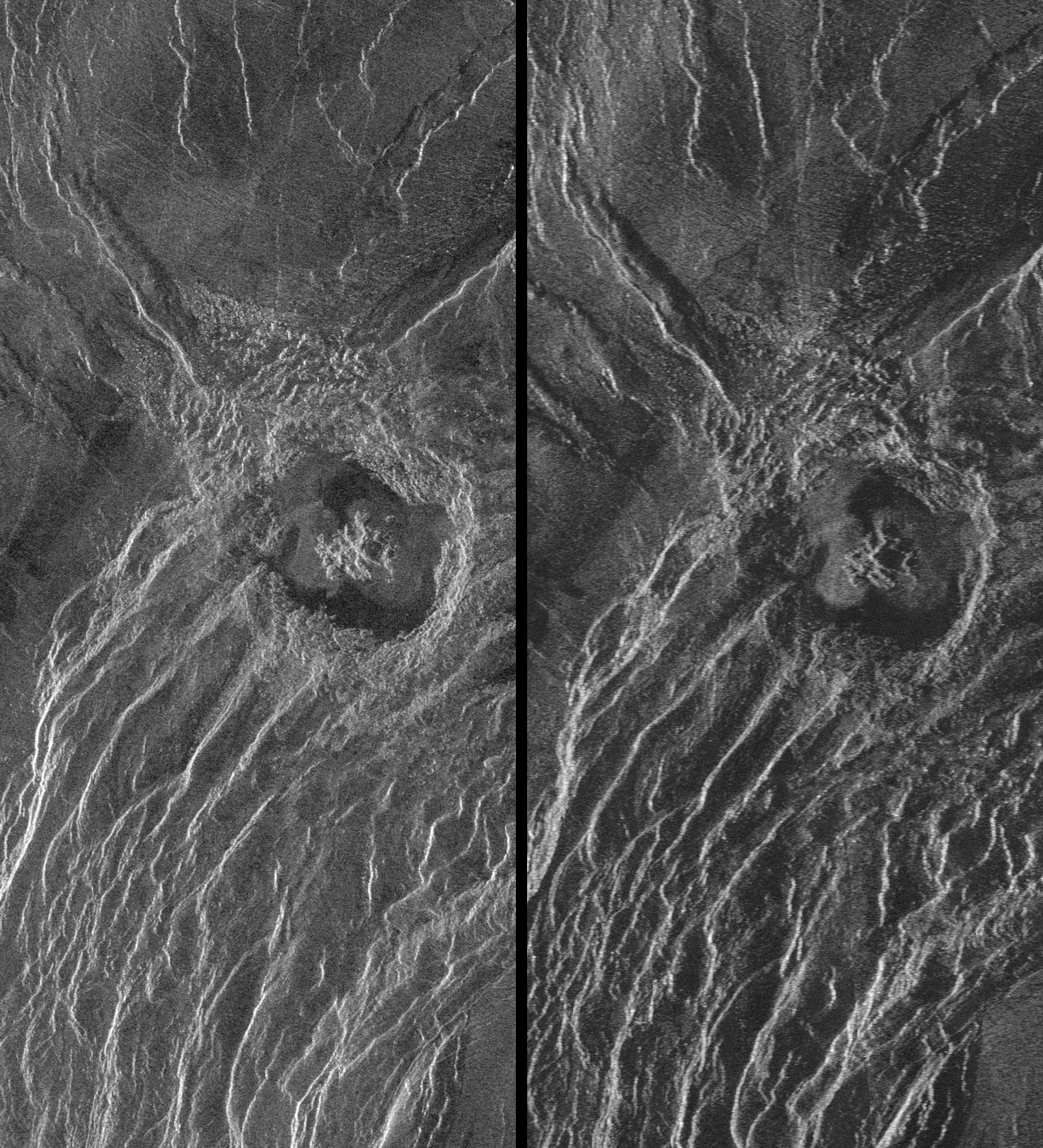
Krater Goeppert-Mayer na Wenus, średnica ok. 35 km, na stereoskopowym zdjęciu radarowym sondy Magellan

Zajmowała się przede wszystkim teorią jądra atomowego. Wraz z Hansem Jensenem opracowała model powłokowy jądra atomu, za co została wyróżniona Nagrodą Nobla w 1963. Wraz z nią wyróżnieni zostali Jensen oraz – niezależnie – Eugene Wigner. Maria Geoppert-Mayer była drugą w historii kobietą (po Marii Skłodowskiej-Curie) wyróżnioną Nagrodą Nobla.
Była autorką m.in.:
- Statistical Mechanics (1940, z mężem)
- The Elementary Theory of Nuclear Shell Structure (1951, z Jensenem)

Model Marii Goeppert-Mayer wyjaśnia, dlaczego jądra atomowe są szczególnie stabilne, kiedy posiadają pewne szczególne liczby nukleonów –„liczby magiczne” (zob. model powłokowy). Wbrew panującemu wtedy przekonaniu, Maria zaproponowała model z zamkniętymi powłokami z parami protonów i neutronów sprzężonych mechanizmem zwanym sprzężeniem spinowo-orbitalnym (ang. Spin–orbit interaction). Maria sama opisała to elegancko w następujący sposób:

Wyobraź sobie salę pełną tańczących walca. Tancerze przesuwają się dookoła tej sali w koncentrycznych kołach. Dalej pomyśl, że w każdym kole możesz zmieścić dwa razy więcej tancerzy jeśli jedna para wiruje w kierunku ruchu wskazówek zegara, a druga w przeciwnym. A potem dodatkowa wariacja: pomyśl, że ci tancerze wirują w porywach, jak mistrzowie. Niektóre z tych par, które wirują w kierunku wskazówek zegara robią porywy w tym samym kierunku. Porywy pozostałych par są w kierunku przeciwnym. Tak samo z parami wirującymi w kierunku przeciwnym do kierunku wskazówek zegara – niektóre wykonują zrywy w tym samym kierunku, inne w przeciwnym.

W swojej pracy doktorskiej (1931) Maria wskazała teoretycznie na możliwość molekularnej absorpcji dwufotonowej. Zjawisko to zostało potwierdzone dopiero w latach 1960. (z użyciem nowo odkrytych wtedy laserów). Ta dziedzina optyki nieliniowej, którą zapoczątkowała Maria, jest obecnie przedmiotem dużego zainteresowania ze względu na swoje potencjalne „trójwymiarowe” zastosowania (np. do zapisu w nośnikach danych o terabajtowych pojemnościach). Jednostka przekroju czynnego absorpcji dwufotonowej jest nazwana jednostką Goeppert-Mayer (GM).
W latach 40. i we wczesnych latach 50., pracując dla Tellera, Maria opracowała równania w dziedzinie nieprzezroczystości optycznej (ang: optical opacity), które następnie zostały użyte w projekcie bomby termojądrowej (pierwsza detonacja w 1952 roku).
Amerykańskie Towarzystwo Fizyczne utworzyło po jej śmierci wyróżnienie nazwane jej imieniem, którym wyróżnia młode pracowniczki naukowe fizyki na początku ich kariery. Wiąże się z nim nie tylko uznanie, lecz również fundusze na badania i wsparcie w przyszłej pracy naukowej. W roku 2011 poczta U.S.A. (U.S. Postal Service) wprowadził znaczek pocztowy z jej podobizną.
Maria Goeppert-Mayer została uczczona skromną tablicą pamiątkową na ścianie katowickiego domu, w którym się urodziła. Jej imieniem nazwana została też jedna z ulic w centrum Katowic.
Imieniem Goeppert-Mayer został także nazwany katowicki biurowiec energooszczędny, wybudowany w ramach Górnośląskiego Parku Przemysłowego. Obecnie trwa budowa dwóch kolejnych budynków, których nazwy pochodzą od nazwisk innych górnośląskich noblistów – Alder i Stern. W Katowicach w strukturach Głównego Instytutu Górnictwa działa Śląskie Centrum Radiometrii Środowiskowej im. Marii Goeppert Mayer.